# Henk Cornelisse
Henk Cornelisse   (Amsterdam, 16 d'octubre de 1940) és un ciclista neerlandès, ja retirat, que fou professional entre 1965 i 1969.
Abans, com a ciclista amateur, va prendre part en els Jocs Olímpics de Tòquio de 1964, en què guanyà una medalla de bronze en la prova de persecució per equips, junt a Cor Schuuring, Gerard Koel i Jaap Oudkerk.
El seu fill Michel també es dedicà al ciclisme professionalment.

## Palmarès
- 1962
  - 1r a la Ronde van Friesland
  - 1r a la Ronde van Noord-Holland
  - 1r a la Ronde van Overijssel
  - Vencedor d'una etapa de la Ronde van het IJsselmeer
- 1964
  -  Medalla de bronze als Jocs Olímpics de Tòquio en persecució per equips
  - Vencedor d'una etapa de l'Olympia's Tour
  - Vencedor d'una etapa de la Ronde van het IJsselmeer